# Редзиково
Редзиково (пол. Redzikowo) (нем. Reitz) — посёлок в 4 км от Слупска и в 150 км от Гданьска (Польша), приобретший известность вследствие строительства здесь элементов американской ПРО.
Посёлок впервые упоминается в письменных источниках в документах гданьского князя Мстивоя II в 1288 году.
Противоракетная система Aegis Ashore (ракеты-перехватчики SM-3 Block IIA) была введена в эксплуатацию на базе в Редзиково в ноябре 2024 года.
Недалеко от посёлка расположен старый аэродром 1916 года постройки, на котором базировался 28 «Слупский» авиационный полк. Там же находился и гражданский аэропорт.

## Ход строительства объекта ПРО США
Согласно планам европейского щита ПРО НАТО, в Польше на военной базе в Редзиково должны были быть размещены ракеты SM-3 наземного сегмента американской системы ПРО «AegisAshore», а также радар радионаведения. Пуски противоракет SM-3 осуществляются из установок вертикального запуска Mk41, которые могут быть переоборудованы под крылатые ракеты «Томагавк», что, в свою очередь, небезосновательно вызывает обеспокоенность со стороны Москвы.
Президент Польши Анджей Дуда назвал начало строительство базы ПРО в Редзиково новым этапом укрепления безопасности страны.
13 мая 2016 года – несмотря на акции протеста местных жителей, началось строительство базы ПРО США в Редзиково, которое должно завершиться к концу 2018 года.
В символическом открытии стройплощадки на территории бывшего военного аэродрома приняли участие польский президент Анджей Дуда, министр обороны республики Антоний Мачеревич, руководитель МИД Витольд Ващиковский, заместитель главы Пентагона Роберт Уорк, представители НАТО. Ранее администрация Слупска построила спортивный центр, бассейн и надеялась создать больше рабочих мест, сделав из аэродрома в Редзикове промышленную и деловую зону. Однако Администрация Анджея Дуды, не проинформировав местные власти, решила построить в этом месте военную базу. Тендер на строительство объектов инфраструктуры получила нефтегазовая компания «АмекФостерУилер», которая, спустя год, была поглощена конкурентами из британской «Джон Вуд Групп». Вторым подрядчиком стала турецкая компания «Зафер Тааххут», которая должна была заняться строительством объектов социальной инфраструктуры базы. Стоимость строительства оценивалась в $ 183 млн.
22 августа 2016 года появляются сообщения о первых проблемах подрядчиков. Турецкая компания «Зафер Тааххут», занимающаяся строительством объектов социальной инфраструктуры, столкнулась с проблемой набора сотрудников из-за предложенной низкой заработной платы.
22 марта 2018 года власти США сообщили о задержке строительных работ на объекте в Редзиково по вине подрядчика. Глава Агентства по противоракетной обороне генерал-лейтенант Сэмюел Гривс признал задержку в ходе слушаний в Сенате. Ввод в эксплуатацию был перенесен на 2020 год. Тем временем акции генподрядчика «Джон Вуд Групп» начинают стремительно падать в цене.
7 июня 2019 года сообщается, что Агентство по противоракетной обороне США сократило финансирование проекта базы в Редзиково. В частности речь идет о сокращении на 80% финансирования испытаний по оценке способности системы Aegis Ashore перехватывать баллистические ракеты средней дальности, тем самым, увеличивая шансы, что система будет доставлена с меньшими защитными возможностями, чем планировалось. Об этом было заявлено в отчете правительства.
В июле 2019 года по различным причинам проект покинули польские компании субподрядчики «Мостосталь» и «Электробудва». Позднее их представители заявили, что генподрядчик не выполнил своих обязательств по выплате согласно контрактам. По состоянию на 30 июня 2019 года процент завершения работ составлял около 58%.
30 сентября 2019 года территорию американского военного объекта в Редзиково проинспектировала делегация Пентагона во главе с новым директором Агентства по противоракетной обороне США Вице-адмиралом Джоном Хиллом.Хилл заявил журналистам, что строительство базы находится на завершающем этапе.
12 февраля 2020 года в очередной раз пришлось перенести сроки ввода в строй базы в Польше с 2020 на 2022 финансовый год. Об этом говорится в заявлении представителя Агентства по ПРО США Хизэр Кавалье. Также рассматривается вопрос о расторжении контракта с генподрядчиком. В свою очередь глава агентства по ПРО США Джон Хилл заявил о необходимости дополнительно 96 миллионов долларов для завершения строительства. По мнению аналитиков, расходы будут переложены на бюджет Польши. Пентагон обвинил в срыве сроков компании субподрядчики в невыполнении работ. Польские компании субподрядчики, в свою очередь, выступили с заявлением, что генподрядчик не выполнил контрактные обязательства и не платил за выполненные работы.
4 марта 2020 года компания John Wood Group продала часть своих активов для «оптимизации портфеля».
5 марта 2020 года разгорелся скандал вокруг отстрела военными США животных в лесных массивах Редзиково, который привел к очередной волне недовольства местного населения строительством базы США. Американские военнослужащие обратились к польским властям с требованием произвести отстрел диких животных в лесном массиве вокруг противоракетной базы США в польском г. Редзиково. Американцы считают, что звери угрожают военнослужащим и функционированию базы, потому что могут повредить ограждение и линии системы охраны. В ответ местные органы власти Поморского воеводства согласовали отстрел в ближайшее время 53 кабанов, 24 оленей, 10 лис, 8 барсуков, 6 енотов, 4 куниц и 2 хорьков! К слову, в 2016-2017 годах польские чиновники уже организовывали отстрел в окрестностях этой базы 10 оленей, 50 ланей, 60 кабанов, 12 лис. Кроме того, руководство Поморского воеводства сняло лимиты на ограничение популяции оленей, лис, кабанов и косуль. Это означает, что военным не нужно в следующий раз подавать заявку на разрешение на уничтожение животных в районе базы, а можно проводить необходимые меры самостоятельно.
18 марта 2020 года США официально приостановили финансирование строительства базы в Редзиково. Член оборонного подкомитета Палаты представителей США Майк Роджерс назвал строительство объекта «кошмаром».